# 신앙 감정론
신앙 감정론 ( A Treatise Concerning Religious Affections )은 1746년에 출간된 조너선 에드워즈의 저서로 노샘프턴 (매사추세츠)에서 제 1차 대각성 (운동)에 벌어진 영적 부흥 운동을 묘사한 내용을 담고 있다.  

## 주요 내용
에드워즈는 기독교에서 회심이 일어나는 과정을 감정과 지적인 이성이 어떻게 복합적으로 작용하는 지를 경험을 통해서 묘사하고자 했다.  

## 번역서
- 조나단 에드워즈 전집 제1권 <신앙 감정론>  정성욱 옮김, 부흥과 개혁사,2005 ISBN 89-88614-48-8